# Бибиков, Михаил Михайлович
Михаи́л Миха́йлович Би́биков (15 (27) июня 1848 — 11 (24) января 1918, Кисловодск) — военный и политический деятель Российской империи, воронежский губернатор в 1906—1909 годах.

## Биография
Родился 15 (27) июня 1848 года в семье ротмистра. Окончил Московский университет, получил степень кандидата государственного права. На военной службе с 1873 года. Проходил службу в лейб-Гвардии Преображенском полку в звании гвардии поручика. Принимал участие в Русско-турецкой войне 1877—1878 годов, во время которой занимал различные адъютантские должности. В 1880 (по другим данным — в 1882) году вышел в отставку с должности адъютанта командующего войсками Харьковского военного округа, после чего удалился в своё имение в слободе Староивановке Воронежской губернии, где построил второй в губернии паровой маслобойный завод. Был почётным мировым судьёй Бирючинского уезда. С 1896 года — Действительный статский советник.
В январе 1906 года Михаил Михайлович Бибиков был назначен воронежским губернатором и показал себя на этом посту жёстким и даже жестоким человеком: если за 4 года руководства его предшественника Сергея Сергеевича Андреевского, несмотря на шедшие в стране революционные выступления, в губернии не был казнён ни один человек, то при Бибикове за 3 года по приговорам военно-полевых судов было исполнено 39 смертных приговоров. За проявленную жестокость Бибиков был приговорён партией социалистов-революционеров («эсеров») к смертной казни, на него стало готовиться покушение. 23 апреля 1908 года эсерка Мария Матвеевна Фёдорова бросила бомбу под карету, в которой губернатор с женой направлялись по Большой Дворянской улице в Воронеже из своей резиденции в храм Благовещенского Митрофанова монастыря. В результате покушения губернатор получил лёгкие ранения в левую ногу, ухо и правую щёку, его жена была контужена в ногу, легко пострадали ещё шесть прохожих, среди которых — трое детей. Сильнее всех покалечилась сама Фёдорова — от осколков бомбы она получила множественные ранения в нижней части живота, паху и на ногах. Позднее она была приговорена военно-полевым судом к повешению и 14 июня казнена во дворе городской тюрьмы.
В марте 1909 года Бибиков вышел в отставку с поста губернатора и тогда же стал главой Санкт-Петербургского опекунского совета Ведомства учреждений императрицы Марии, но попросил сохранить за собой должность камергера, что вопреки имевшейся практике было ему разрешено. Скончался 11 января 1918 года в Кисловодске — по одной версии, умер своей смертью, по другой — был взят красными в заложники и расстрелян.

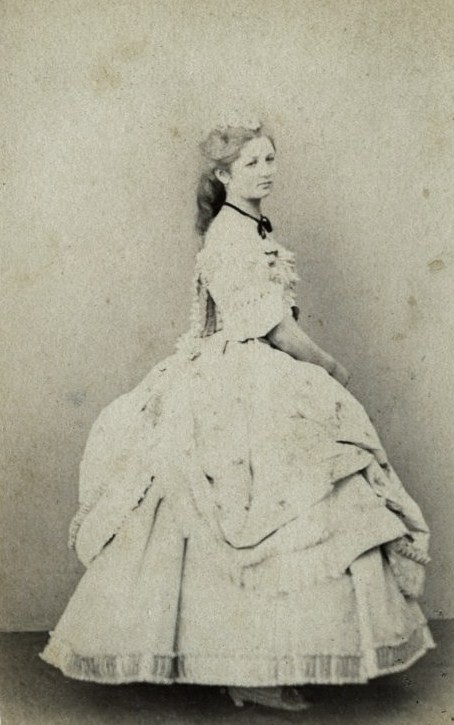
Варвара Дмитриевна Бибикова, ур. княжна Оболенская (1848—1927)

## Награды
Михаил Михайлович Бибиков был награждён следующими российскими и иностранными наградами:
- Орден Святого Станислава 1-й степени (1908)
- Орден Святого Станислава 3-й степени
- Орден Святой Анны 1-й степени
- Орден Святой Анны 3-й степени с мечами и бантом (1878)
- Орден Святой Анны 4-й степени с надписью «За храбрость»
- Орден Святого Владимира 2-й степени
- Орден Святого Владимира 3-й степени (1903)
- Медаль «В память русско-турецкой войны 1877—1878»
- Медаль «В память царствования императора Александра III»
- Медаль «В память коронации Императора Николая II»
- Медаль «В память 100-летия Отечественной войны 1812 года»
- Медаль «В память 300-летия царствования дома Романовых»
- Медаль «За труды по первой всеобщей переписи населения»
- Крест «За переход через Дунай» (1877, Румыния)

## Семья
С 16 (28) июня 1876 года был женат на княжне Варваре Дмитриевне Оболенской (1848—1927).